# Lisa Lampanelli
Lisa Lampanelli (Trumbull, 19 juli 1961), geboren als Lisa Lampugnale, is een Amerikaanse voormalige stand-upcomedian, actrice en insult comédienne. Haar voormalige bijnaam is Queen of Mean (koningin van satire) vanwege haar grove stijl, waarin racistische, homofobe grappen en grappen over aanranding centraal stonden en waarin doorgaans op de man gespeeld werd. In 2008 werd Lampanelli genomineerd voor een Grammy Award in de categorie "Best Comedy Album".
Lampanelli was ook een vaste gast in de Amerikaanse comedyshow The Roast of... waarin beroemde Amerikanen op een luchtige manier voor schut worden gezet.
Op 30 oktober 2018 maakte Lampanelli bij The Howard Stern Show bekend dat ze ging stoppen met stand-upcomedy.
Nu is Lampanelli levenscoach van beroep en heeft ze als bijnaam Queen of Meaning (koningin van betekenis).